# Giovanna Melandri

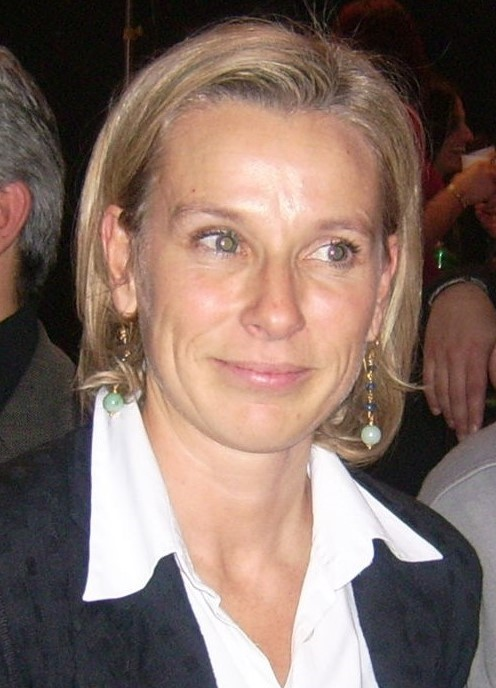
Giovanna Melandri (2007)

Giovanna Melandri (* 28. Januar 1962 in New York) ist eine italienische Politikerin ((P)DS, PD) und Kulturmanagerin. Sie war 1998–2001 Kulturministerin und 2006–08 Ministerin für Jugend und Sport. Von 2012 bis 2022 war sie Stiftungspräsidentin des Museums für zeitgenössische Kunst MAXXI in Rom.

## Leben
Giovanna Melandri ist die ältere Schwester der Schriftstellerin Francesca Melandri und eine Cousine des Fernsehjournalisten Giovanni Minoli. Sie absolvierte ein wirtschaftswissenschaftliches Studium an der Universität La Sapienza in Rom. Danach war sie von 1983 bis 1987 beim Chemie- und Energiekonzern Montedison tätig. Anschließend engagierte sie sich in der Umweltorganisation Legambiente. Sie leitete deren internationales Büro und gehörte dem nationalen Sekretariat an. Von 1988 bis 1993 fungierte sie als Herausgeberin des jährlichen Umweltberichts Ambiente Italia. Sie nahm 1990 als italienische Vertreterin an der Konferenz für nachhaltige Entwicklung in Bergen und 1992 an der United Nations Conference on Environment and Development in Rio de Janeiro teil.
Ab den frühen 1990er-Jahren engagierte sich Melandri auch parteipolitisch: 1992 wurde sie in den Vorstand der Partito Democratico della Sinistra (PDS; Demokratische Linkspartei gewählt). Von der Parlamentswahl 1994 bis 2012 gehörte sie der Abgeordnetenkammer des italienischen Parlaments an, wo sie den Wahlkreis Latium 1 vertrat. Die PDS ging 1998 in den Democratici di Sinistra (DS; Linksdemokraten) auf, bei denen Melandri wiederum Vorstandsmitglied war.
Im selben Jahr übernahm sie die Leitung des Kulturministeriums, das sie unter den Ministerpräsidenten D’Alema und Amato bis zum Regierungswechsel 2001 führte. In dieser Position unterstützte sie die Cittàslow-Bewegung für eine entschleunigte Stadtentwicklung. In ihrer Amtszeit wurde mit dem Bau des nationalen Museums für die Kunst des 21. Jahrhunderts (MAXXI) in Rom begonnen. Das Kulturministerium hatte damals auch die Zuständigkeit für Sportpolitik. Melandri setzte 1999/2000 – gegen den Widerstand sowohl der Sportfunktionäre als auch der Presse – eine Reform des italienischen Nationalen Olympischen Komitees durch.
Von Mai 2006 bis Mai 2008 war sie Jugend- und Sportministerin im zweiten Kabinett von Ministerpräsident Romano Prodi. In dieser Funktion wurde sie im Ausland insbesondere im Zusammenhang mit dem Manipulationsskandal im italienischen Fußball 2006 wahrgenommen. Sie forderte „neue Regeln“ für den italienischen wie den europäischen Fußball, wurde jedoch in Spiegel Online als „zaghaft“ beschrieben. Nach der Fusion der DS mit weiteren Mitte-links-Parteien zur Partito Democratico war sie Vorstandsmitglied dieser Partei.
Außerdem engagiert sie sich als Präsidentin einer Organisation gegen den Missbrauch von künstlichen Befruchtungsmethoden. Im Oktober 2012 wurde sie zur Präsidentin des nationalen Museums für die Künste des 21. Jahrhunderts (MAXXI) ernannt. Am 13. November 2012 legte sie ihr Parlamentsmandat nieder.